# Leichtathletik-Weltmeisterschaften 2011/400 m der Männer

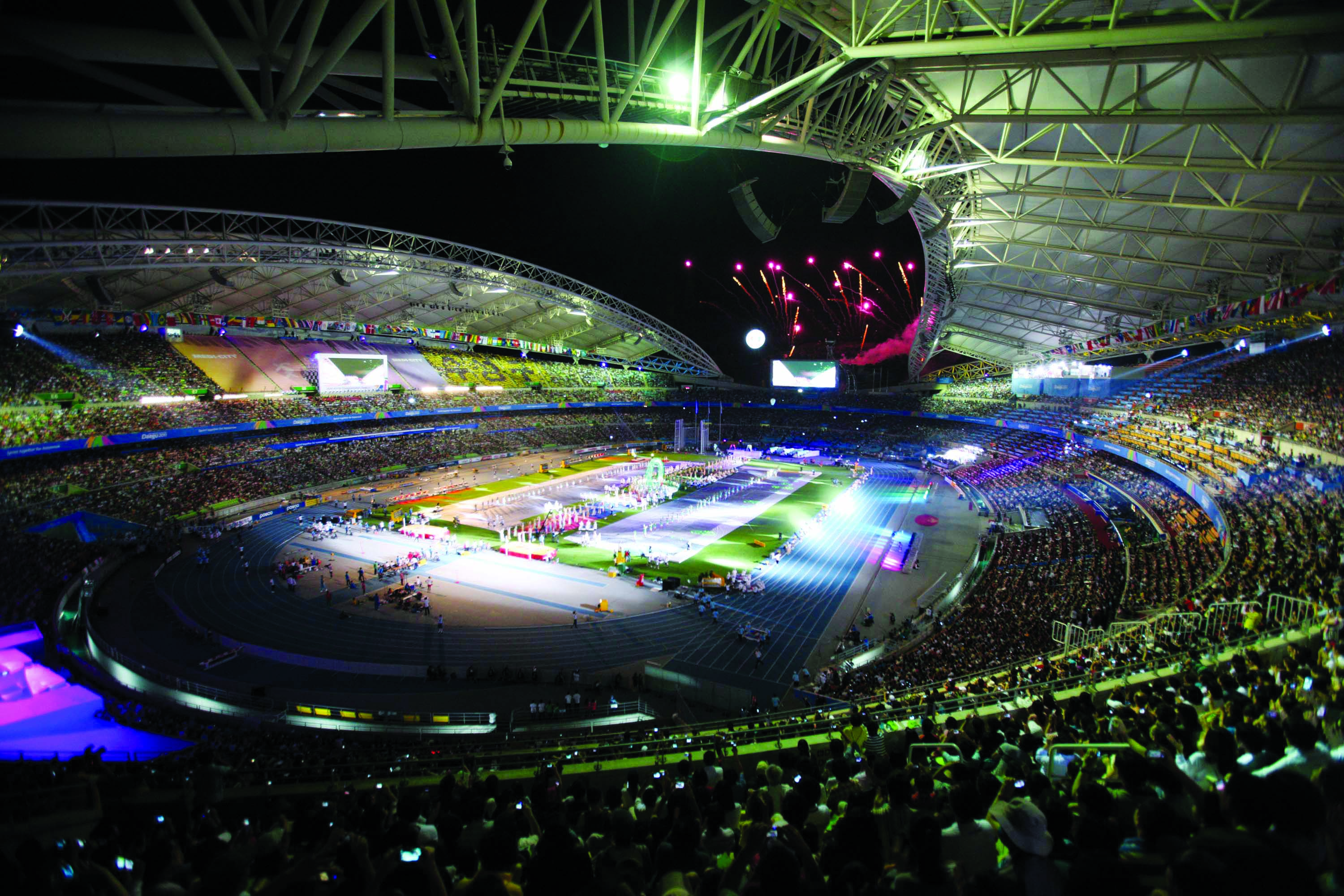
Das Daegu-Stadion im Jahr 2010

Der 400-Meter-Lauf der Männer bei den Leichtathletik-Weltmeisterschaften 2011 wurde vom 28. bis 30. August 2011 im Daegu-Stadion der südkoreanischen Stadt Daegu ausgetragen.
Weltmeister wurde Kirani James aus Grenada. Silber ging an den US-amerikanischen Titelverteidiger, aktuellen Olympiasieger und Vizeweltmeister von 2007 LaShawn Merritt, der außerdem mit der 4-mal-400-Meter-Staffel seines Landes 2007 und 2009 WM-Gold sowie 2008 Olympiagold errungen hatte. Er lief mit 44,35 s im Vorlauf die schnellste Zeit bei diesen Weltmeisterschaften, womit er eine neue Weltjahresbestleistung aufstellte. Bronze gewann der aktuelle Europameister Kevin Borlée aus Belgien, der bei den Europameisterschaften im letzten Jahr auch Bronze mit der belgischen 4-mal-100-Meter-Staffel errungen hatte.

## Bestehende Rekorde
| Weltrekord               | 43,18 s | Michael Johnson | WM 1999 in Sevilla, Spanien | 26. August 1999 |
| Weltmeisterschaftsrekord | 43,18 s | Michael Johnson | WM 1999 in Sevilla, Spanien | 26. August 1999 |

Der bestehende WM-Rekord wurde bei diesen Weltmeisterschaften nicht eingestellt und nicht verbessert.
Es gab eine Weltjahresbestleistung:
- 44,35 s – LaShawn Merritt (USA), 3. Vorlauf am 28. August

## Teilnehmer eines Sportlers mit Behinderung
In diesem Wettbewerb startete der mit Unterschenkelprothesen laufende Südafrikaner Oscar Pistorius. Zum dritten Mal machte der Sportler, dem wegen einer Fibulaaplasie die Wadenbeine und die äußere Seite der Füße fehlten, den Anlauf, bei Olympischen Spielen bzw. Weltmeisterschaften dabei zu sein, nachdem er zuvor sehr erfolgreich Wettbewerbe mit behinderten Teilnehmern bestritten hatte. 2008 war ihm von der IAAF die Startgenehmigung mit der Begründung, seine Prothesen verschafften ihm einen ungerechtfertigten Wettbewerbsvorteil, verweigert worden. Der Internationale Sportgerichtshof CAS entschied daraufhin, dass dem Sportler die Starterlaubnis in Wettbewerben mit Athleten ohne Behinderungen zu erteilen sei, weil Pistorius in anderer Hinsicht Nachteile in Kauf zu nehmen habe, welche die Vorteile durch die Federwirkung der Prothesen ausgleichen. Für die Weltmeisterschaften 2009 erreichte Pistorius nicht die Qualifikationsnorm, aber in diesem Jahr unterbot er diese Norm mit 45,07 s und wurde für die Weltmeisterschaften hier in Daegu nominiert. Er erreichte mit 45,39 s als Dritter seines Vorlaufs das Halbfinale. Dort schied er als Achter mit 46,19 s aus.
Vier Jahre später musste er sich wegen fahrlässiger Tötung seiner Partnerin vor Gericht verantworten. Nach mehreren Verhandlungen erhielt er eine Gefängnisstrafe, die im Jahr 2031 endet.

## Vorrunde
Die Vorrunde wurde in fünf Läufen durchgeführt. Die ersten vier Athleten pro Lauf – hellblau unterlegt – sowie die darüber hinaus vier zeitschnellsten Läufer – hellgrün unterlegt – qualifizierten sich für das Halbfinale.

### Vorlauf 1
28. August 2011, 11:15 Uhr
| Platz | Name                | Nation                       | Zeit (s) |
| ----- | ------------------- | ---------------------------- | -------- |
| 1     | Rondell Bartholomew | Grenada                      | 44,82    |
| 2     | Renny Quow          | Trinidad und Tobago          | 44,84    |
| 3     | Greg Nixon          | USA                          | 45,16    |
| 4     | Tabarie Henry       | Amerikanische Jungferninseln | 45,22    |
| 5     | Riker Hylton        | Jamaika                      | 45,54    |
| 6     | Mathieu Gnanligo    | Benin                        | 47,01    |
| 7     | Nelson Stone        | Papua-Neuguinea              | 47,86    |
| 8     | Kerfalla Camara     | Guinea                       | 49,74    |

### Vorlauf 2
28. August 2011, 11:23 Uhr
| Platz | Name                     | Nation   | Zeit (s) |
| ----- | ------------------------ | -------- | -------- |
| 1     | Jermaine Gonzales        | Jamaika  | 45,12    |
| 2     | Jamaal Torrance          | USA      | 45,44    |
| 3     | Marcin Marciniszyn       | Polen    | 45,51    |
| 4     | Demetrius Pinder         | Bahamas  | 45,53    |
| 5     | Erison Hurtault          | Dominica | 46,10    |
| 6     | Nicolau Palanca          | Angola   | 49,37    |
| 7     | Ak Hafiy Tajuddin Rositi | Brunei   | 50,12    |

### Vorlauf 3
28. August 2011, 11:39 Uhr
| Platz | Name              | Nation                       | Zeit (s) |
| ----- | ----------------- | ---------------------------- | -------- |
| 1     | LaShawn Merritt   | USA                          | 44,35 WL |
| 2     | Kevin Borlée      | Belgien                      | 44,77    |
| 3     | Rabah Yousif      | Sudan                        | 45,20    |
| 4     | Yūzō Kanemaru     | Japan                        | 45,51    |
| 5     | Pawel Trenichin   | Russland                     | 45,55    |
| 6     | Arnold Sorina     | Vanuatu                      | 48,76    |
| DNS   | Gary Kikaya       | Demokratische Republik Kongo |          |
| DNS   | Arismendy Peguero | Dominikanische Republik      |          |

### Vorlauf 4
28. August 2011, 11:39 Uhr
| Platz | Name            | Nation    | Zeit (s) |
| ----- | --------------- | --------- | -------- |
| 1     | Kirani James    | Grenada   | 45,12    |
| 2     | Jonathan Borlée | Belgien   | 45,16    |
| 3     | Ramon Miller    | Bahamas   | 45,31    |
| 4     | William Collazo | Kuba      | 45,89    |
| 5     | Park Bong-Ko    | Südkorea  | 46,42    |
| 6     | Pako Seribe     | Botswana  | 46,97    |
| 7     | Augusto Stanley | Paraguay  | 47,31    |
| 8     | Bahaa Al Farra  | Palästina | 49,04    |

### Vorlauf 5

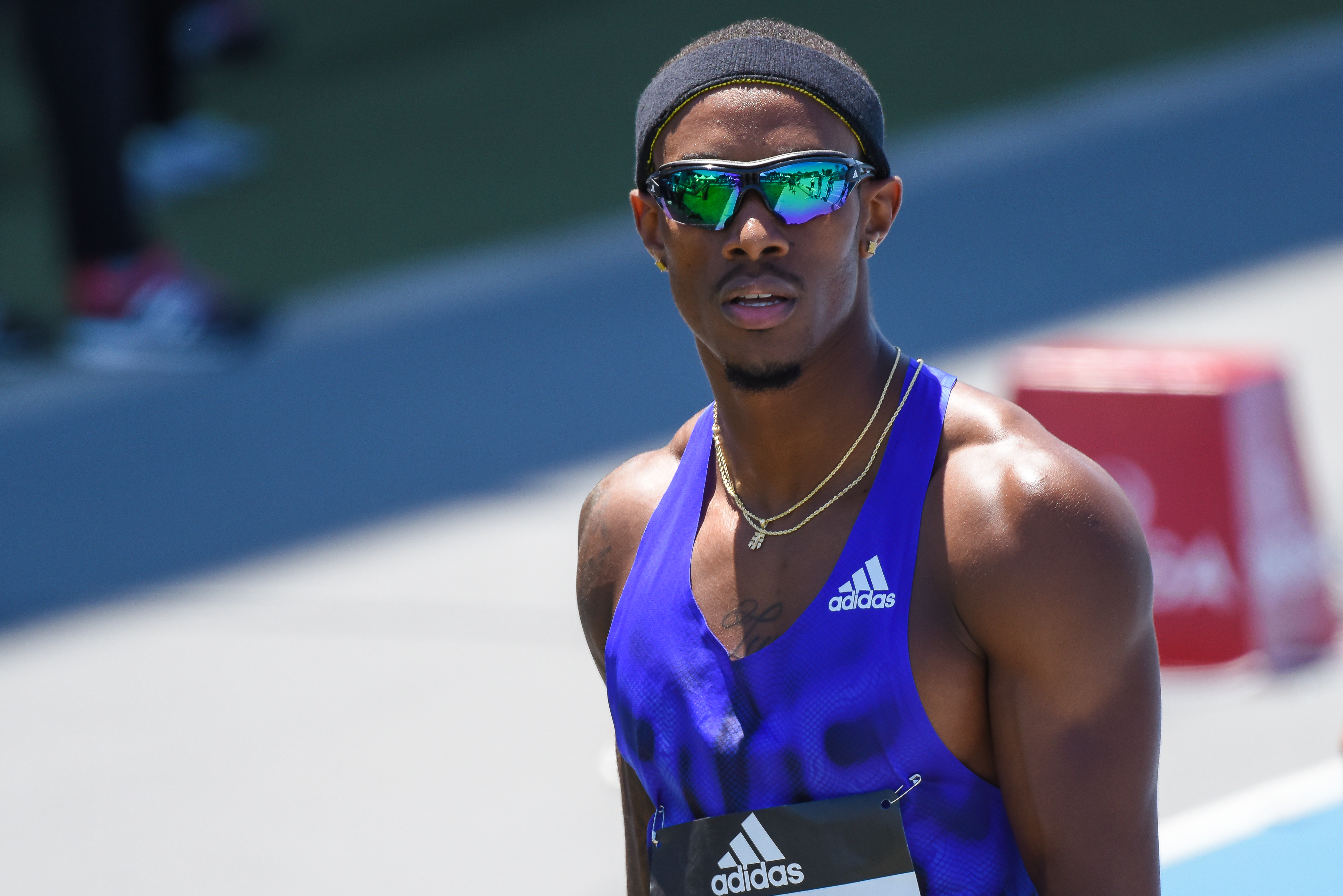
Tony McQuay schied als Fünfter seines Vorlaufs in 45,47 s aus

28. August 2011, 11:47 Uhr
| Platz | Name                    | Nation         | Zeit (s)                    |
| ----- | ----------------------- | -------------- | --------------------------- |
| 1     | Chris Brown             | Bahamas        | 45,29                       |
| 2     | Martyn Rooney           | Großbritannien | 45,30                       |
| 3     | Oscar Pistorius         | Südafrika      | 45,39                       |
| 4     | Femi Ogunode            | Katar          | 45,42                       |
| 5     | Nery Brenes             | Costa Rica     | 45,47                       |
| 6     | Tony McQuay             | USA            | 46,76                       |
| 7     | Ahmed al-Merjabi        | Oman           | 47,99                       |
| 8     | Abdou Razack Rabo Samma | Niger          | IAAF Rule 162.8 – Fehlstart |

## Halbfinale
Aus den drei Halbfinalläufen qualifizierten sich die jeweils ersten beiden Athleten – hellblau unterlegt – sowie die darüber hinaus zwei zeitschnellsten Läufer – hellgrün unterlegt – für das Finale.

### Halbfinallauf 1

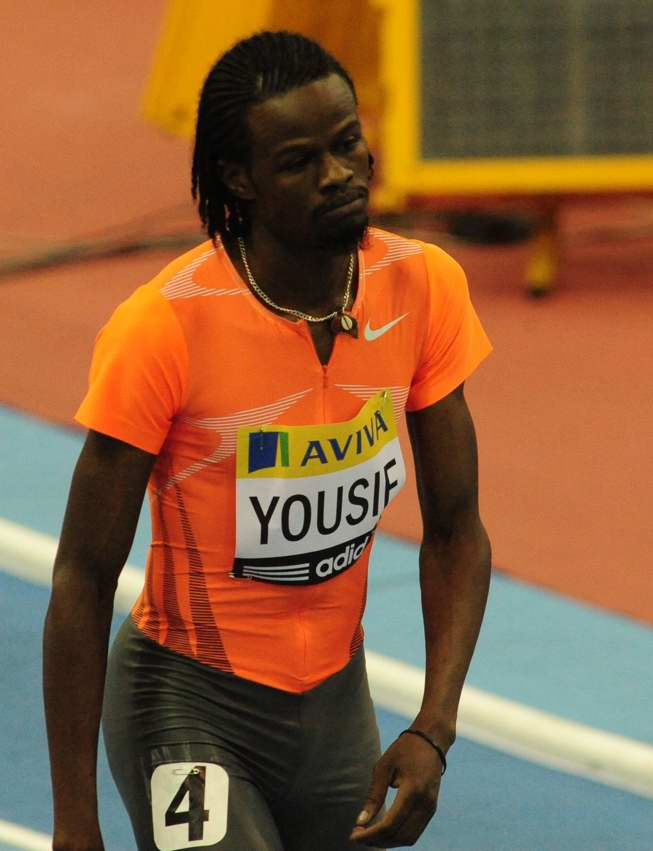
Rabah Yousif – ausgeschieden als Dritter in 45,43 s
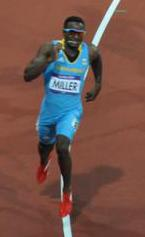
Ramon Miller – ausgeschieden als Fünfter in 45,88 s
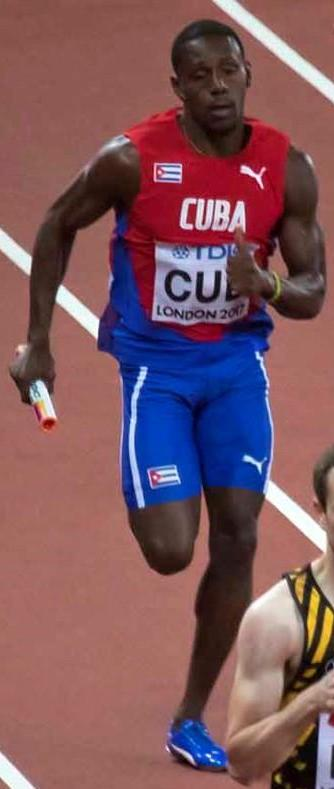
William Collazo – ausgeschieden als Siebter in 46,13 s

29. August 2011, 20:00 Uhr
| Platz | Name            | Nation              | Zeit (s) |
| ----- | --------------- | ------------------- | -------- |
| 1     | LaShawn Merritt | USA                 | 44,76    |
| 2     | Kevin Borlée    | Belgien             | 45,02    |
| 3     | Rabah Yousif    | Sudan               | 45,43    |
| 4     | Renny Quow      | Trinidad und Tobago | 45,42    |
| 5     | Ramon Miller    | Bahamas             | 45,88    |
| 6     | Yūzō Kanemaru   | Japan               | 46,11    |
| 7     | William Collazo | Kuba                | 46,13    |
| 8     | Erison Hurtault | Dominica            | 46,41    |

### Halbfinallauf 2
29. August 2011, 20:08 Uhr
| Platz | Name               | Nation                       | Zeit (s) |
| ----- | ------------------ | ---------------------------- | -------- |
| 1     | Kirani James       | Grenada                      | 45,20    |
| 2     | Tabarie Henry      | Amerikanische Jungferninseln | 45,53    |
| 3     | Chris Brown        | Bahamas                      | 45,54    |
| 4     | Jamaal Torrance    | USA                          | 45,73    |
| 5     | Nery Brenes        | Costa Rica                   | 45,93    |
| 6     | Marcin Marciniszyn | Polen                        | 45,94    |
| 7     | Martyn Rooney      | Großbritannien               | 46,09    |
| 8     | Riker Hylton       | Jamaika                      | 46,99    |

Im zweiten Halbfinale ausgeschiedene Läufer:

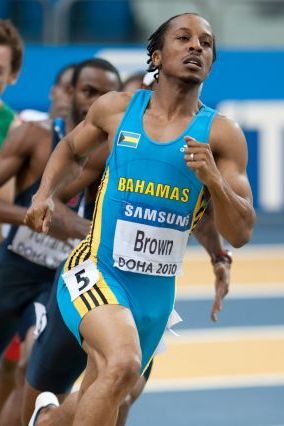
Chris Brown Rang drei in 45,54 s
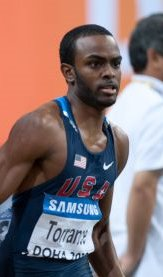
Jamaal Torrance Rang vier in 45,73 s
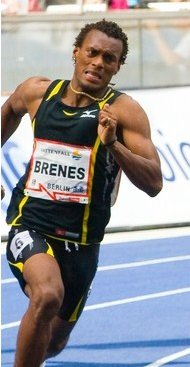
Nery Brenes Rang fünf in 45,93 s
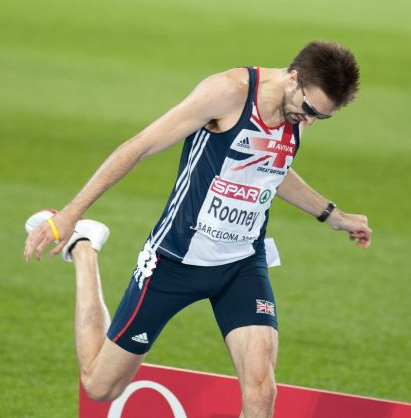
Martyn Rooney Rang sieben in 46,09 s

### Halbfinallauf 3
29. August 2011, 20:16 Uhr
| Platz | Name                | Nation    | Zeit (s) |
| ----- | ------------------- | --------- | -------- |
| 1     | Jermaine Gonzales   | Jamaika   | 44,99    |
| 2     | Jonathan Borlée     | Belgien   | 45,14    |
| 3     | Rondell Bartholomew | Grenada   | 45,17    |
| 4     | Femi Ogunode        | Katar     | 45,41    |
| 5     | Greg Nixon          | USA       | 45,51    |
| 6     | Pawel Trenichin     | Russland  | 45,68    |
| 7     | Demetrius Pinder    | Bahamas   | 45,87    |
| 8     | Oscar Pistorius     | Südafrika | 46,19    |

Im dritten Halbfinale ausgeschiedene Läufer:

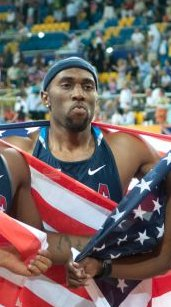
Greg Nixon Rang fünf in 45,51 s
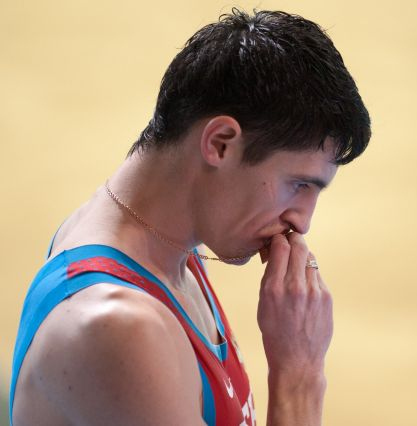
Pawel Trenichin Rang sechs in 45,68 s
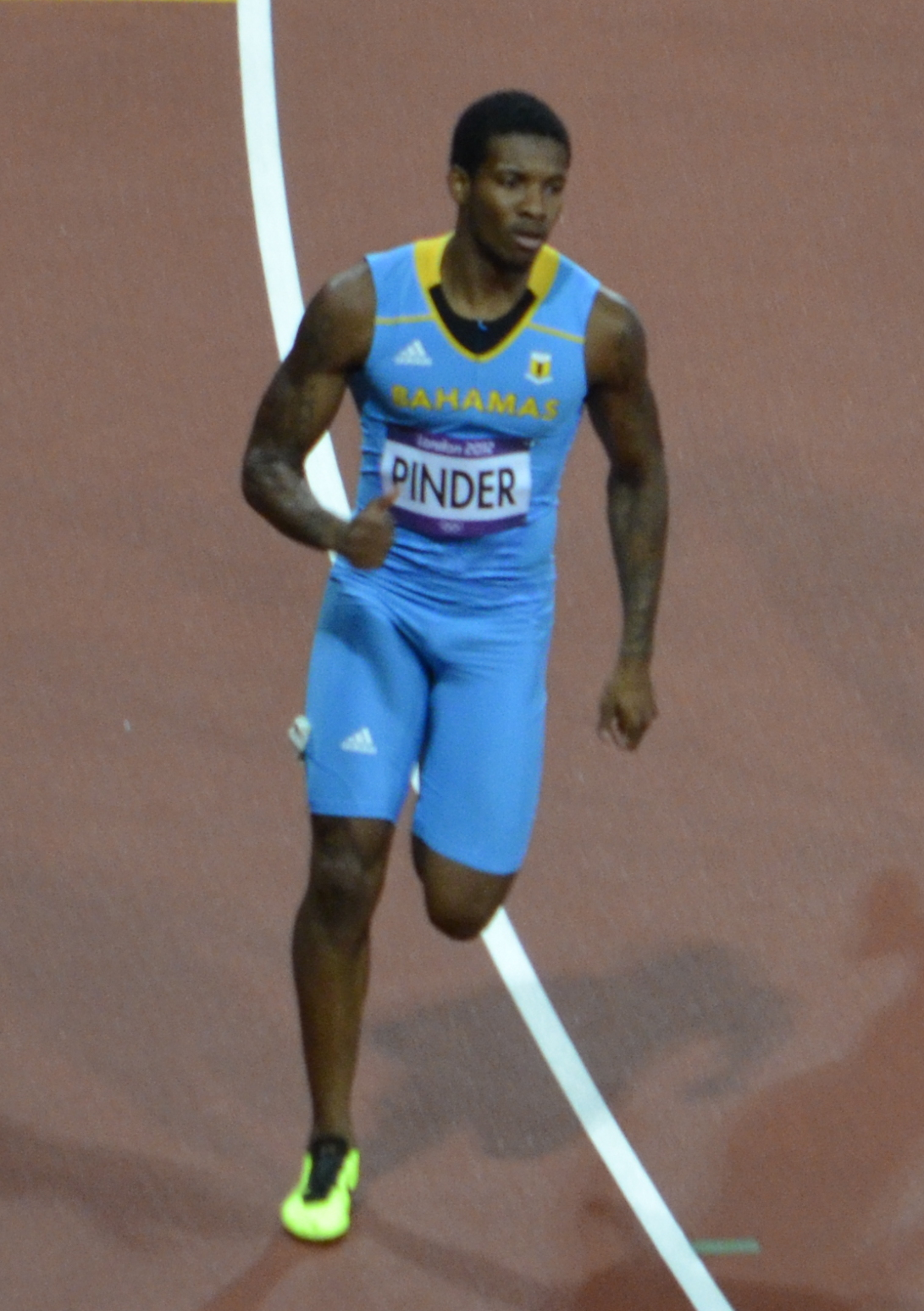
Demetrius Pinder Rang sieben in 45,87 s
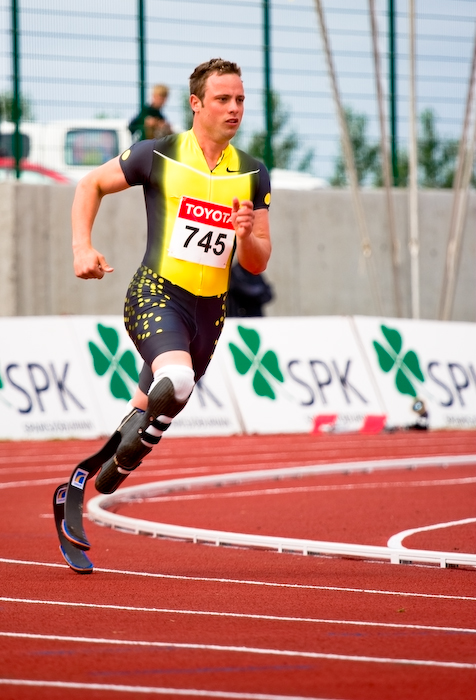
Der mit Unterschenkelprothesen laufende Oscar Pistorius schied in 46,19 s aus

## Finale

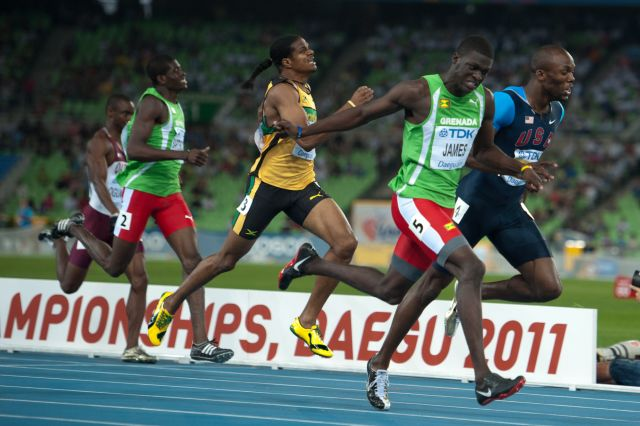
Spannendes Rennen über 400 Meter kurz vor dem Zieleinlauf – (v. l. n. r.): Femi Ogunode, Rondell Bartholomew, Jermaine Gonzales, Kirani James, LaShawn Merritt

30. August 2011, 21:45 Uhr
| Platz | Name                | Nation                       | Zeit (s) |
| ----- | ------------------- | ---------------------------- | -------- |
| 1     | Kirani James        | Grenada                      | 44,60    |
| 2     | LaShawn Merritt     | USA                          | 44,63    |
| 3     | Kevin Borlée        | Belgien                      | 44,90    |
| 4     | Jermaine Gonzales   | Jamaika                      | 44,99    |
| 5     | Jonathan Borlée     | Belgien                      | 45,07    |
| 6     | Rondell Bartholomew | Grenada                      | 45,45    |
| 7     | Tabarie Henry       | Amerikanische Jungferninseln | 45,55    |
| 8     | Femi Ogunode        | Katar                        | 45,55    |

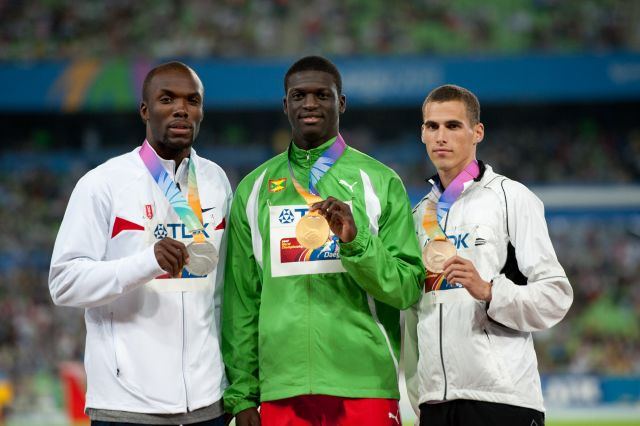
Die Medaillengewinner LaShawn Merritt, Kirani James, Kévin Borlée (v. l. n. r.) auf dem Podium
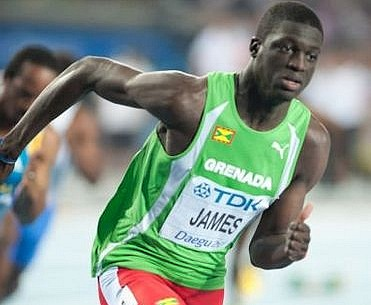
Weltmeister Kirani James
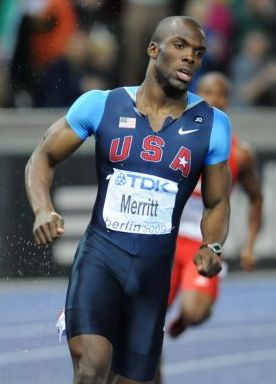
Vizeweltmeister LaShawn Merritt war im Vorlauf mit 44,35 s die schnellste Zeit des gesamten Wettbewerbs gelaufen
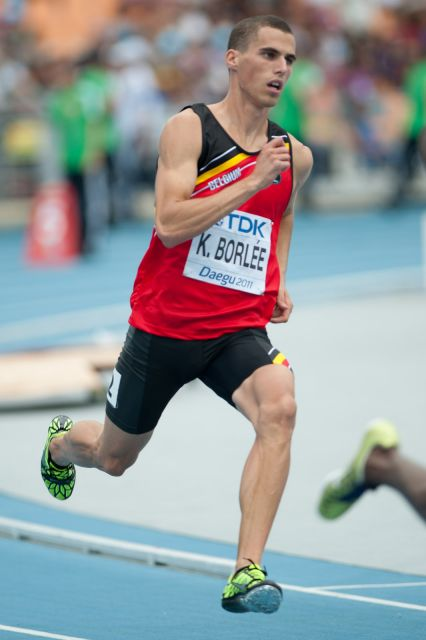
Bronze gab es für den aktuellen Europameister Kevin Borlée
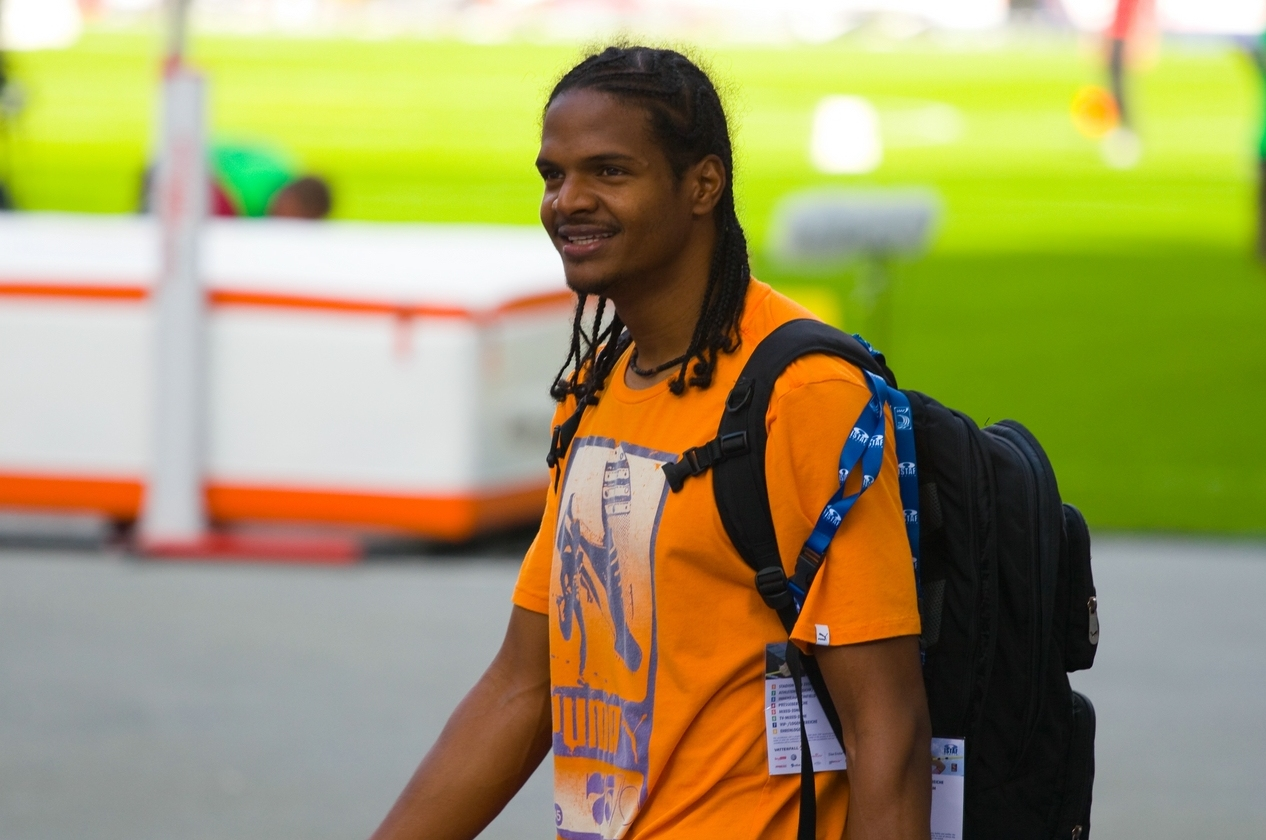
Jermaine Gonzales wurde mit nur neun Hundertstelsekunden Rückstand auf den Bronzerang Vierter
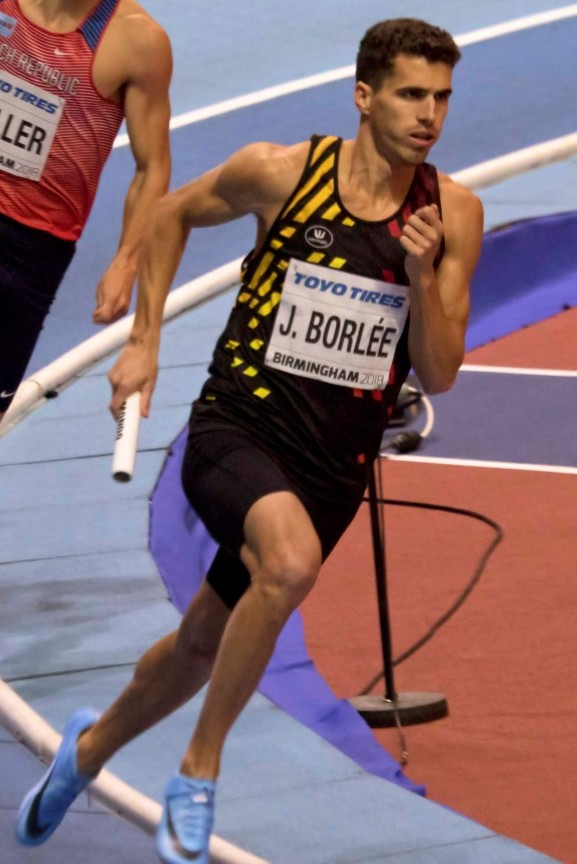
Jonathan Borlée belegte Rang fünf
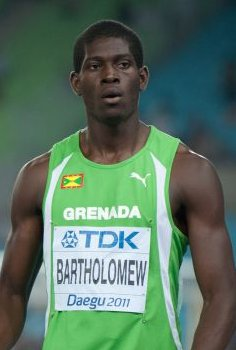
Der sechstplatzierte Rondell Bartholomew
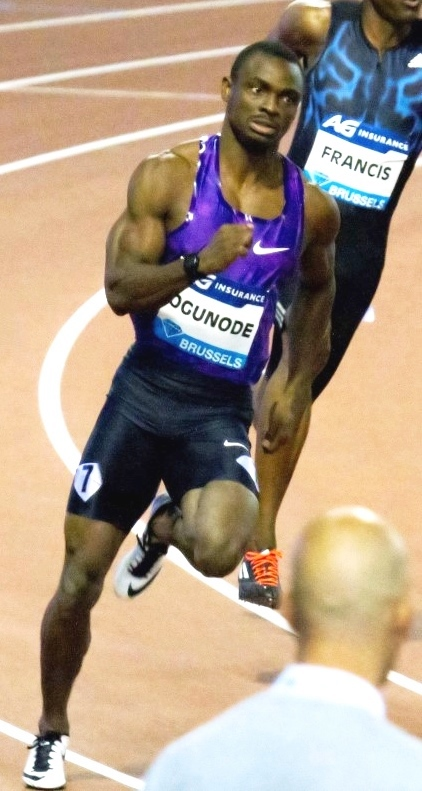
Femi Ogunode kam auf den achten Platz

## Videolinks
- Uncut - 400m Men Final Daegu 2011, youtube.com, abgerufen am 19. Dezember 2020
- Oscar Pistorius - Daegu IAAF world champs, youtube.com, abgerufen am 19. Dezember 2020